# Edward Taylor (Dichter)
Edward Taylor (geboren um 1642 bei Coventry, England; gestorben am 29. Juni 1729 in Westfield, Massachusetts) war ein neuenglischer Dichter.

## Leben
Taylor wurde in eine puritanische Familie geboren und studierte in England wahrscheinlich für das Priesteramt, wurde aber wegen seiner religiösen Ansichten nicht zur Church of England zugelassen.
1668 siedelte Taylor nach Neuengland über und setzte sein Studium am Harvard College fort. 1671 wurde er Pfarrer und Arzt der kleinen Gemeinde Westfield und blieb dies bis zu seinem Tod. Taylor war zweimal verheiratet – in erster Ehe mit Elizabeth Fitch, in zweiter Ehe mit Ruth Wyllys – und hatte insgesamt 14 Kinder.
Seine Gedichte wurden seinem Willen entsprechend zu seinen Lebzeiten nicht veröffentlicht. Die Manuskripte vermachte er seinem Enkel Ezra Stiles, der später Präsident der Yale University wurde. So gelangten sie in die dortige Universitätsbibliothek, wo sie erst 1937 entdeckt wurden.

## Werk
Zentral für sein Werk sind seine rund 200 Preparatory Meditations, die seit den 1680er Jahren entstanden. Diese Gedichte schrieb Taylor jeden Monat als Vorbereitung für die Predigt der monatlichen Gemeindeversammlung. Sie sind Zeugnisse eines gottesfürchtigen, aber dennoch oft von Zweifeln geplagten Menschen.
Dabei versucht Taylor, seine hochdifferenzierten, mystisch-religiös geprägten Erfahrungen zum Ausdruck zu bringen, indem er auf Nähe zu Alltagssprache verzichtet und sich des manieristischen Stils der metaphysical poets bedient. Die besondere Wirkungsweise beruht dabei vor allem auf dem rigoros ausgeführten conceit oder concetto, einem gesuchten, komplexen metaphorischen Bild, das nur durch die Analyse seiner Funktionen verstehbar wird.
Ebenso wie die Preparatory Meditations fußen auch seine Occasional Poems auf denselben Prinzipien und umschreiben einen andauernden, sowohl meditativen als auch reflexiven Selbstergründungsprozess des lyrisch-religiösen Ichs, der grundsätzlich in sich unabschließbar ist, jedoch immer wieder nach einer für den Augenblick abschließenden, prinzipiell vorläufigen Ausdrucksweise sucht.
Diese Vorläufigkeit der einzelnen Bilder bzw. Gedichte drängt zu stets neuem Schaffen. Das poetische Werk Taylors ist dementsprechend umfangreich; die Art der Verwendung des conceit wird naturgemäß variiert. Eine Reihe der Occasional Poems bestehen aus der Exploration eines einzigen Bildes, während die Preparatory Meditations oft verschiedene Bilder miteinander verknüpfen, auch an den Stellen, an denen sie auf dem dominanten Bild eines Bibeltextes aufbauen.
Taylor verfasste zudem eine Metrical History of Christianity, die vor allem die Schicksale frühchristlicher Märtyrer in Blankversen nacherzählt, sowie God's Determinations Touching His Elect, das seine religiösen Überzeugungen, also calvinistische Glaubenssätze wie die Prädestinationslehre widerspiegelt, zudem die Traktate Commentary on the Four Gospels und Christographia, or a Discourse on the Virtues and Character of Christ.
Nach Taylors eigener Einschätzung gab es für seine Gedichte mit ihrer hochgradig artifiziellen Sprache in der damaligen Gesellschaft des ausgehenden 17. und frühen 18. Jahrhunderts nicht unbedingt einen Platz; er schrieb seine Werke daher nicht primär für das zeitgenössische Publikum, sondern eher für die Nachwelt. Entsprechend wurden seine Gedichte erst wesentlich später im 20. Jahrhundert publiziert.
Karl-Heinz Schönfelder führt in "Literatur der USA im Überblick"; 2. Auflage Verlag Philipp Reclam jun. Leipzig 1977;  dazu folgende Einordnung aus (Seite 31): "...der ob seiner Ausdrucksfähigkeit sowie der Metaphorik und sprachlichen Komplexität seiner erst 1937 aufgefundenen Gedichte von der bürgerlichen Literaturkritik  über Gebühr gepriesen wird. Taylors religiöse Lyrik, seine aus Predigten erwachsenen Meditationen weisen ihn als einen typisch puritanischen Dichter aus, der sich bemüht, geistige Probleme bald durch einfache Bilder aus dem Alltagsleben neuenglischer Bauern, bald durch umfassende Metaphern anschaulich zu machen. Taylors Vorliebe für äußeren Glanz und eine barocke Sinnenfreudigkeit deuten indes an, dass sich zu Beginn des 18. Jahrhunderts in den ästhetischen Anschauungen gelehrter Puritaner Veränderungen anbahnten..."